# Бич Сити (Тексас)
Бич Сити (енгл. Beach City) град је у америчкој савезној држави Тексас. По попису становништва из 2010. у њему је живело 2.198 становника.

## Демографија
Према попису становништва из 2010. у граду је живело 2.198 становника, што је 553 (33,6%) становника више него 2000. године.
| Група             | 2000.         | 2010.         |
| Белци             | 1.533 (93,2%) | 1.922 (87,4%) |
| Афроамериканци    | 26 (1,6%)     | 43 (2,0%)     |
| Азијати           | 1 (0,1%)      | 14 (0,6%)     |
| Хиспаноамериканци | 78 (4,7%)     | 189 (8,6%)    |
| Укупно            | 1.645         | 2.198         |